# حزب المحافظين (البرازيل)
حزب المحافظين (بالبرتغالية: Partido Conservador‏) كان حزبًا سياسيًا برازيليًا في الفترة الإمبراطورية، والذي تم تشكيله حوالي عام 1836 وانتهى بإعلان الجمهورية عام 1889. نشأ هذا الحزب في الغالب من الجناح المنشق عن الحزب المعتدل ومن بعض أعضاء حزب الإصلاح في ثلاثينيات القرن التاسع عشر عندما أصبح يُعرف باسم الحزب الرجعي. في أوائل أربعينيات القرن التاسع عشر أطلق على نفسه اسم حزب النظام لتمييز نفسه عن المعارضة الليبرالية التي اتهمها بالفوضى، وعرف كل من الحزب وقيادته بـ «الساكواريما» نسبة إلى قرية ساكواريما، حيث كان للقيادة المزارع والدعم. في وقت لاحق، في منتصف خمسينيات القرن التاسع عشر، عُرف أخيرًا باسم حزب المحافظين.

## فهرس
- إلمار روهلوف دي ماتوس، وقت الساكواريما: تشكيل الدولة الإمبراطورية (ريو دي جانيرو: ACCESS ،1994)؛ يؤكد دور الحزب في تعزيز التسلسلات الهرمية غير الديمقراطية للثروة والسلطة
- جيفري دي نيدل، حزب النظام: المحافظون والدولة والعبودية في الملكية البرازيلية، 1831-1871 (مطبعة جامعة ستانفورد، 2006:(ردمك 0-8047-5369-5))؛ ويؤكد دفاع الحزب عن الاستقرار والحكم النيابي